# Älghults socken
Älghults socken i Småland ingick i Uppvidinge härad i Värend, ingår sedan 1971 i Uppvidinge kommun och motsvarar från 2016 Älghults distrikt i Kronobergs län.
Socknens areal är 400 kvadratkilometer, varav land 381. År 2000 fanns här  2 390 invånare. Tätorterna Alstermo och Fröseke samt tätorten  Älghult med sockenkyrkan Älghults kyrka ligger i socknen. 

## Administrativ historik
Socknen har medeltida ursprung.
Vid kommunreformen 1862 övergick socknens ansvar för de kyrkliga frågorna till Älghults församling och för de borgerliga frågorna till Älghults landskommun. Denna senare uppgick 1971  i Uppvidinge kommun.
1 januari 2016 inrättades distriktet Älghult, med samma omfattning som församlingen hade 1999/2000.
Socknen har tillhört samma fögderier och domsagor som Uppvidinge härad. De indelta soldaterna tillhörde Kalmar regemente, Uppvidinge kompani, Smålands husarer, Växjö kompani och Smålands grenadjärkår, Östra härads kompani.

## Geografi
Älghults socken ligger kring Alsterån och består huvudsakligen av skogs- och myrtrakter.

## Fornminnen
Några spridda gravar från järnåldern är kända, varav en skeppssättning.

## Namnet
Namnet (1380 Älghulta), taget från kyrkbyn, består av förleden älg och efterleden hult.

### Fotnoter
1. 1 2 3  Svensk Uppslagsbok Älghults socken
2. 1 2  Harlén, Hans; Harlén Eivy (2003). Sverige från A till Ö: geografisk-historisk uppslagsbok. Stockholm: Kommentus. Libris 9337075. ISBN 91-7345-139-8
3. ↑  Administrativ historik för Älghult socken (Klicka på församlingsposten). Källa: Nationella arkivdatabasen, Riksarkivet.
4. 1 2  Sjögren, Otto (1931). Sverige geografisk beskrivning del 2 Östergötlands, Jönköpings, Kronobergs, Kalmar och Gotlands län. Stockholm: Wahlström & Widstrand. Libris 9939
5. 1 2 3  Nationalencyklopedin
6. ↑  Fornlämningar, Statens historiska museum: Älghults socken
7. ↑  Fornminnesregistret, Riksantikvarieämbetet: Älghults socken Fornminnen i socknen erhålls på kartan genom att skriva in sockennamn (utan "socken") i "Ange geografiskt område"